# Bonaventure Godet
Pour les articles homonymes, voir Godet.
Bonaventure Godet est un négociant hollandais du XVIe siècle, installé sur les bords de la Charente, en France, qui a joué un rôle important dans l'histoire du cognac.

## Biographie
Négociant venus des Pays-Bas, qui dépendaient alors encore de l'empire espagnol, car les Provinces-Unies n'avaient pas encore pris leur indépendance, il émigra à La Rochelle en 1550, pour profiter des avantages de ce port en eau profonde qui était aussi en train de devenir une place forte des huguenots. En plus de l’exportation du sel, sa société commercialisait les vins des Charentes et de Riste. Son succès contribua à la renommée des crus de « Champagne » et des « Borderies », des vins charentais légers.
Le 23 décembre 1588, Bonaventure Godet reçut une lettre d'Henri IV en remerciement d'avoir fait goûter au futur roi une « fameuse carafe de Brandewijn », c'est-à-dire de « vin brûlé » ou plutôt distillé. Henri de Navarre, qui n'était encore que le chef du parti protestant, avait fait la connaissance du négociant hollandais six mois plus tôt en visitant le port de La Rochelle. Ce dernier construisit une maison et des entrepôts le long du canal de La Rochelle, aujourd’hui appelé canal de Rompsay, qui était à l'époque utilisé pour transporter les marchandises jusqu’aux bateaux venus de Hollande. 
Le bâtiment, domicilié au 34, quai Louis-Durand, est toujours propriété des descendants de Bonaventure Godet, toujours dirigeants des cognacs Godet. 
La passerelle qui relie les quais Maubec et Durand a été baptisé passerelle Bonaventure-Godet en son hommage.